# Ibias (rivière)
L'Ibias est un cours d’eau espagnol d'une longueur de 45 km qui coule dans les communautés autonomes des Asturies et de la Galice.

## Source de la traduction
- (de) Cet article est partiellement ou en totalité issu de l’article de Wikipédia en allemand intitulé « Ibias (Fluss) » (voir la liste des auteurs).